# Jason Barker

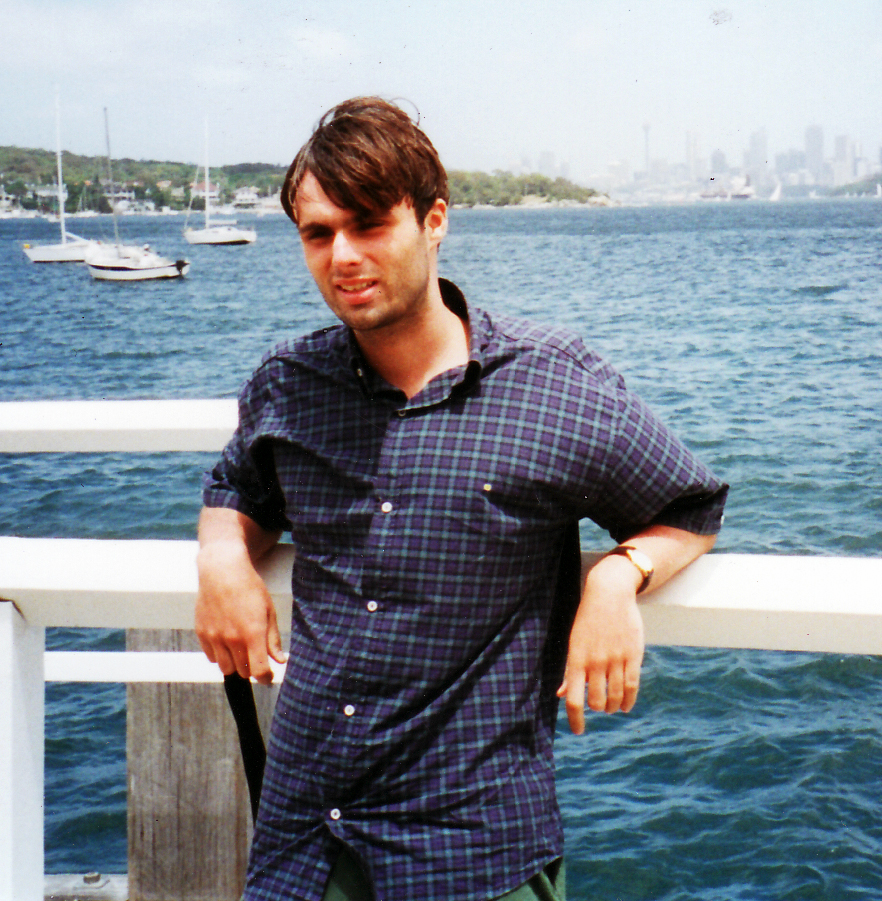
Jason Barker

Jason Barker (* 1971) ist ein britischer Theoretiker des Postmarxismus, Übersetzer und Regisseur.
Barker, der in der englischen und französischen Sprache schreibt, lässt sich in seiner eigenen Philosophie vom Neuplatonismus bis hin zu Lacans psychoanalytischen Schule beeinflussen. Aus dem Französischen ins Englische hat er den Philosophen Alain Badiou übersetzt. Barker ist der Autor, Regisseur und Co-Produzent des Dokumentarfilms Marx Reloaded.

## Veröffentlichungen
- Alain Badiou: A Critical Introduction, Pluto Press, London, 2002. ISBN 0-7453-1800-2.
- Nous, Les Sans-Marxisme. In Gilles Grelet (Hrsg.): Théorie-rébellion: Un Ultimatum, L’Harmattan, Paris, 2005. ISBN 2-7475-9210-3.
- Nothing Personal: From the State to the Master in Prelom #8, 2006. ISSN 1451-1304.
- De L’Etat au Maître: Badiou et le post-marxisme. In Bruno Besana und Oliver Feltham (Hrsg.): Ecrits Autour de la Pensée d’Alain Badiou, L’Harmattan, Paris, 2006. ISBN 2-296-02685-0.

## Übersetzung
- Alain Badiou, Metapolitics, Verso, London, 2005. ISBN 1-84467-567-X (Abrégé de métapolitique, Seuil, Paris, 1998).

## Filmographie
- Marx Reloaded. Ein Film von Jason Barker. Deutschland / Großbritannien, 2010. Medea Film - Irene Höfer / Films Noirs / ZDF / Arte; 52 Minuten.